# Diophtalma amiana
Diophtalma amiana är en fjärilsart som beskrevs av Felder 1861. Diophtalma amiana ingår i släktet Diophtalma och familjen Riodinidae. Inga underarter finns listade i Catalogue of Life.